# Karl Wilhelm (Anhalt-Zerbst)

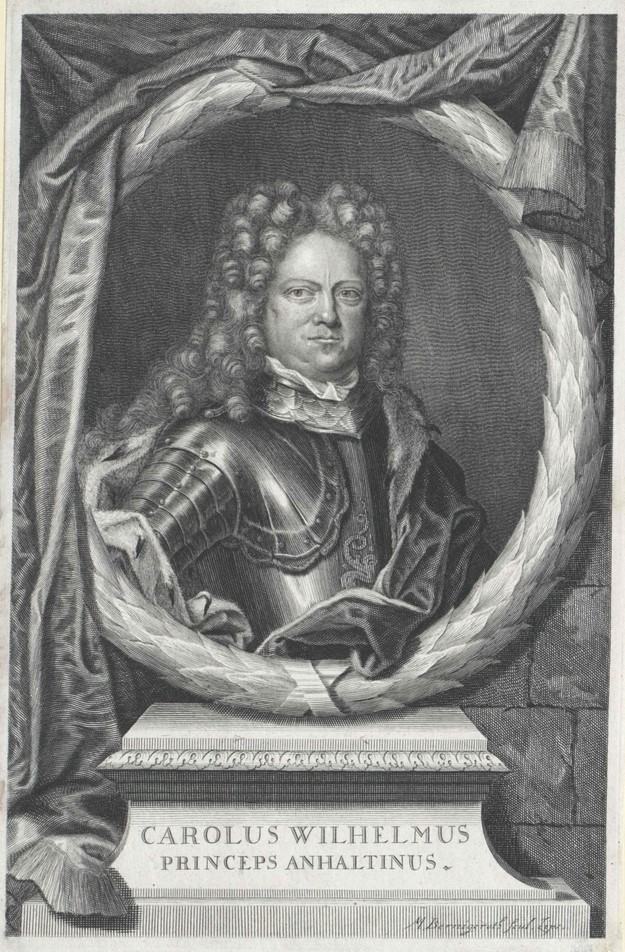
Fürst Karl Wilhelm von Anhalt-Zerbst

Karl Wilhelm von Anhalt-Zerbst (* 16. Oktober 1652 in Zerbst; † 3. November 1718 ebenda) aus dem Geschlecht der Askanier war von 1667 bis zu seinem Tod regierender Fürst von Anhalt-Zerbst.

## Leben
Karl Wilhelm war der dritte Sohn des Fürsten Johann von Anhalt-Zerbst (1621–1667) aus dessen Ehe mit Sophie Auguste (1630–1680), Tochter des Herzogs Friedrich III. von Schleswig-Holstein-Gottorf. Beim Tod seines Vaters noch minderjährig, regierten von 1667 bis 1674 seine Mutter gemeinsam mit Landgraf Ludwig VI. von Hessen-Darmstadt und Fürst Johann Georg II. von Anhalt-Dessau vormundschaftlich.
Karl Wilhelm ließ ab 1681 das Zerbster Schloss erbauen und ab 1683 die lutherische Kirche St.-Trinitatis in Zerbst, welche beide 1696 eingeweiht wurden. Der Bau der Trinitatiskirche beendete einen jahrelangen Streit mit der reformierten Gemeinde in Zerbst, der die Nicolaikirche überlassen wurde. In Coswig und Zerbst ließ Karl Wilhelm zudem 1691 beziehungsweise 1701 Schulen errichten.
Der Fürst residierte lange in Jever, welches 1667 durch Karl Wilhelms Großmutter an das Haus Zerbst gefallen war. Um die Herrschaft Jever geriet er in Auseinandersetzungen mit dem Königreich Dänemark.
Unter dem Gesellschaftsnamen Der Schattichte wurde er als Mitglied in die literarische
Fruchtbringende Gesellschaft aufgenommen.

## Ehe und Nachkommen
Karl Wilhelm heiratete am 18. Juni 1676 in Halle (Saale) Sophie (1654–1724), Tochter des Herzogs August von Sachsen-Weißenfels, mit der er folgende Kinder hatte:
- Johann August (1677–1742), Fürst von Anhalt-Zerbst

⚭ 1. 1702 Prinzessin Friederike von Sachsen-Gotha-Altenburg (1675–1709)
⚭ 2. 1715 Prinzessin Hedwig Friederike von Württemberg-Weiltingen (1691–1752)
- Karl Friedrich (1678–1693)
- Magdalene Auguste (1679–1740)

⚭ 1696 Herzog Friedrich II. von Sachsen-Gotha-Altenburg (1676–1732)